# Magicicada cassini
Magicicada cassini је инсект из реда Homoptera. 

## Угроженост
Ова врста је на нижем степену опасности од изумирања, и сматра се скоро угроженим таксоном.

## Распрострањење
Сједињене Америчке Државе су једино познато природно станиште врсте.

## Станиште
Врста Magicicada cassini има станиште на копну.